# Marvin Zeegelaar
Marvin Romeo Kwasie Zeegelaar (ur. 12 sierpnia 1990 w Amsterdamie) – holenderski piłkarz występujący na pozycji pomocnika w Watford F.C..